# Bitwa nad Arpaczajem
Bitwa nad Arpaczajem (ros. Битва на реке Арпачай) – starcie zbrojne, które miało miejsce 18 czerwca 1807 pomiędzy wojskami rosyjskimi a trzykrotnie liczniejszą armią osmańską na terenie obecnej Armenii.
W bitwie dowódca rosyjski, Iwan Gudowicz, stracił oko. Za błyskotliwe zwycięstwo został nagrodzony nominacją na feldmarszałka.